# Revolution 9
Revolution 9 è un brano di musica sperimentale del gruppo musicale britannico The Beatles, penultima traccia dell'album The Beatles (anche noto come White Album) del 1968.
Il brano è un collage sonoro, pieno di grida e altri rumori alternati a fraseggi di pianoforte e un dipendente della EMI che, testando un nastro, ripete la frase: «number nine, number nine, number nine...» ("numero nove, numero nove, numero nove...").
Si tratta della registrazione più sperimentale dei Beatles, costituita da suoni di diverso genere (dialoghi, rumori, frasi musicali) uniti in un brano unico; con la durata di oltre 8 minuti, rappresentò il pezzo più lungo dell'intera discografia dei Beatles. Revolution 9 (ufficialmente firmato Lennon-McCartney) fu realizzato principalmente da Lennon insieme a Yōko Ono, alla cui influenza si deve certamente la natura sperimentale e avant garde di questo brano. Non a caso le sonorità del brano furono ispirate dalla ricerca musicale di John Cage, di Edgard Varèse e di Karlheinz Stockhausen.
Mentre George Harrison e Ringo Starr contribuirono in qualche misura alla realizzazione del brano, Paul McCartney e il produttore George Martin opposero una forte resistenza alla sua pubblicazione.
Essendo stato incluso in un album dei Beatles, questo pezzo di musica sperimentale è l'opera di avanguardia più venduta e diffusa al mondo.

## Il brano

### Origine e storia
Lennon e Ono dichiararono di aver inteso il pezzo (in correlazione con la quasi omonima Revolution) come un omaggio ai tumulti del Maggio parigino del 1968, ma lo stesso Lennon ammise anche che in parte si trattava di una risposta polemica all'inclusione nel White Album di brani di McCartney che Lennon non riteneva appropriati per i Beatles, come Ob-La-Di, Ob-La-Da. Era comunque stato lo stesso Paul, fin dal 1966, ad interessarsi per primo all'avanguardia e all'ambiente artistico underground londinese, e Revolution 9 non era la prima incursione dei Beatles nelle registrazioni sperimentali. Per esempio, Tomorrow Never Knows del 1966  è antecedente, e nel gennaio 1967, la band aveva inciso un brano sperimentale intitolato Carnival of Light, rimasto inedito. McCartney disse che lui e Lennon si erano ispirati ai compositori Stockhausen e John Cage. Stockhausen faceva parte delle persone incluse sulla copertina di Sgt. Pepper's Lonely Hearts Club Band. Nello specifico, il critico musicale Ian MacDonald scrisse che la fonte primaria d'ispirazione di Revolution 9 potrebbe essere stata Hymnen di Stockhausen.
Fondamentale come influenza fu comunque la relazione tra Lennon e Yōko Ono. La coppia aveva recentemente inciso insieme un album avant-garde, Unfinished Music No.1 - Two Virgins. La Ono presenziò alle sedute in studio, e secondo Lennon, lo aiutò a scegliere gli spezzoni e i nastri da usare in Revolution 9. In una intervista del 1992 concessa alla rivista Musician, George Harrison dichiarò invece che erano stati lui e Ringo Starr a selezionare i suoni, prendendoli dalla nastroteca della EMI, inclusa la voce che ripete: "Number nine, number nine".

### Registrazione
Revolution 9 nacque il 30 maggio 1968 durante la prima sessione in studio per la nuova composizione di Lennon intitolata Revolution. La take 20 della suddetta canzone durava oltre dieci minuti e a questa furono aggiunte diverse sovraincisioni nel corso delle successive due sessioni. L'esperto beatlesologo Mark Lewisohn, che ebbe accesso ai nastri originali, descrisse gli ultimi sei minuti un "puro caos ... con strumenti discordanti, feedback, John che urla ripetutamente «alright» e poi, semplicemente, urla soltanto ... mentre Yōko parla e dice frasi sconnesse tipo «you become naked», il tutto su un tappeto di effetti sonori fatti in casa".
Lennon decise quasi subito di rendere la prima parte della registrazione un brano convenzionale dei Beatles, Revolution 1, mentre utilizzò i restanti sei minuti come base per un'altra composizione, Revolution 9. Iniziò quindi a preparare altri nastri con effetti sonori vari e tape loop: alcuni registrati ex novo in studio, a casa sua o presi dalla nastroteca dello studio EMI. Il lavoro culminò il 20 giugno, con Lennon intento a preparare un missaggio dal vivo dei vari nastri mentre questi suonavano in tutti e tre gli studi di Abbey Road, aggiungendo anche del parlato suo e di George Harrison («The Watusi»; «The Twist»; «Take this brother, may it serve you well»; «Eldorado»; «There ain't no rule for the company freaks!»).
Ulteriori sovraincisioni furono aggiunte il 21 giugno seguite da un missaggio finale in stereo. Il 25 giugno fu completato il nastro master stereo con un taglio di 53 secondi. Anche se altre canzoni sull'album furono remixate separatamente per la versione mono, la complessità di Revolution 9 rese necessario un missaggio mono ricavato direttamente dal master stereo finale. McCartney era all'estero quando Revolution 9 venne assemblata e mixata; non gli piacque quando la ascoltò, e successivamente cercò di convincere Lennon a non inserirla nell'album. Nonostante l'indubbio apporto di George Harrison al pezzo, Lennon insistette sempre nel ribadire che il montaggio finale della traccia, era stato eseguito unicamente da lui stesso insieme a Yōko Ono.

### Struttura e contenuto
(John Lennon)
Il brano si apre con una conversazione fra George Martin e Alistair Taylor; dopo una breve introduzione del piano, una voce maschile incomincia a ripetere in continuazione le parole: «number nine, number nine, number nine... ». Seguono oltre 8 minuti di rumori, che includono voci confuse, grida, il clacson e una frenata di automobile e frammenti di musica orchestrale. Molti suoni sono incomprensibili perché incisi al contrario.
Si possono ascoltare anche una lunga serie di dialoghi, apparentemente, privi di senso scambiati fra John Lennon e George Harrison.
La maggior parte della traccia consiste di nastri in loop, alcuni dei quali presi da brani di musica classica. Opere che sono state identificate includono il mottetto di Vaughan Williams O Clap Your Hands, l'accordo finale della Sinfonia n. 7 di Sibelius, e il finale degli Studi Sinfonici di Robert Schumann. Altri nastri includono brevi estratti dalla Fantasia corale di Beethoven, la melodia tradizionale The Streets of Cairo, or the Poor Little Country Maid, violini da A Day in the Life, e la voce di George Martin che dice: «Geoff, put the red light on». Parte della canzone araba Awal Hamsa di Farid al-Atrash è udibile a circa 7 minuti del brano. Sono presenti anche estratti di musica lirica non identificati, frasi di mellotron al contrario, violini ed effetti sonori, un duetto tra oboe e corno inglese, una chitarra elettrica ed altri strumenti suonati al contrario.

### Sequenza sull'album e pubblicazione
Durante la compilazione della scaletta sequenziale dei brani per l'album The Beatles, due frammenti inediti furono inclusi tra la traccia precedente (Cry Baby Cry) e Revolution 9. Il primo è Can You Take Me Back?, un'improvvisazione canora di McCartney che era stata catturata su nastro durante le sedute di registrazione per I Will. La seconda è un frammento di conversazione nella cabina di regia in studio dove Alistair Taylor chiede "perdono" a George Martin per non avergli portato una bottiglia di Claret, e poi lo chiama per scherzo "puttana sfacciata" (cheeky bitch).
Revolution 9 venne pubblicata come quinta traccia sulla quarta facciata del doppio album The Beatles (detto anche White Album o Doppio Bianco). Senza interruzioni nella sequenza da Cry Baby Cry a Revolution 9, il punto di giuntura nella traccia è variato nelle molteplici ristampe successive del disco. Alcune versioni hanno la conversazione alla fine di Cry Baby Cry, portando così la durata totale di Revolution 9 a 8:13, mentre altre edizioni fanno iniziare Revolution 9 con la conversazione, aumentando quindi la durata a 8:22.

## Accoglienza
L'insolita natura polemica e sperimentale di Revolution 9 favorì un'ampia gamma di giudizi sulla traccia. Mark Lewisohn riassunse la reazione pubblica alla pubblicazione del pezzo: "... molti ascoltatori la detestarono subito, gli appassionati dei Beatles cercarono di capirla". I critici musicali Robert Christgau e John Piccarella definirono il brano "un anti-capolavoro" e fecero notare come, in effetti, "per otto minuti di un album ufficialmente intitolato The Beatles, non ci fossero i Beatles". Jann Wenner fu più accondiscendente, scrivendo che Revolution 9 era "magnificamente organizzata" e che aveva maggiore impatto politico rispetto a Revolution 1. Ian MacDonald ricordò come Revolution 9 evocasse un'epoca di distruzione rivoluzionaria e le conseguenze della stessa, e come fosse dal punto di vista culturale "uno degli atti più significativi mai fatti dai Beatles".
In recensioni più recenti, The New Rolling Stone Album Guide scrisse che Revolution 9 era "giustamente malfamata", ma "più divertente di Honey Pie o Yer Blues". Il recensore di Pitchfork Mark Richardson scrisse che "il più grande gruppo pop del mondo espose milioni di fan ad un pezzo d'arte d'avanguardia davvero grande e certamente spaventoso".
Scrivendo sulla rivista Mojo nel 2003, Mark Paytress dichiarò come Revolution 9 rimanga "il pezzo più impopolare che i Beatles abbiano mai prodotto", ma sia comunque allo stesso tempo anche la loro "registrazione più straordinaria".
Nel suo saggio Revolution - Il '68 dei Beatles pubblicato nel 2018, Francesco Brusco, concorde con il giudizio espresso da Ian MacDonald, a proposito di Revoluiton 9 scrive: "Ascoltando Revolution 9 [...] ci si rende conto di quanto Lennon sia assai più perspicace esteticamente e politicamente della maggior parte dei compositori d'avanguardia del tempo e di come il suo genio, fedele alla forma di stampo popular anche quando apparentemente ne è più lontano, sappia rendere quasi orecchiabile un collage di nastri tagliati."

## Nella cultura di massa

### I riferimenti negli omicidi di Charles Manson
Revolution 9 è anche noto per essere stato usato nel processo contro Charles Manson. L'avvocato Vincent Bugliosi della polizia distrettuale di Los Angeles disse infatti che Manson credeva che il titolo del brano fosse un gioco di parole su "Rivelazione 9" (revelation 9), e si riferisse al racconto biblico dell'Apocalisse. Manson avrebbe identificato i Beatles con i quattro angeli dell'Apocalisse, ritenendo che essi stessero istigando lui e altri seguaci a dar vita a un nuovo ordine mondiale attraverso una "guerra razziale". Già un altro brano dei Beatles, Helter Skelter (questa volta di McCartney) era divenuto famoso per lo stesso motivo.

### Turn Me On, Dead Man
Il brano è stato anche indicato dai sostenitori della leggenda della morte di Paul McCartney come foriero di "indizi" a supporto di tale ipotesi. Revolution 9 comincia con una voce che scandisce tre volte le parole: «Number nine», che se ascoltate al contrario suonerebbero come: «Turn me on, dead man» ("eccitami, uomo morto"); il numero 9 si riferirebbe sia alla somma delle lettere che compongono il nome McCartney (nove, appunto), sia al giorno della presunta morte (il 9 novembre 1966). Fra i rumori che compongono questo brano (non propriamente musicale) c'è anche una frenata d'automobile e uno schianto, e ascoltando la traccia al contrario si sentirebbe una voce che grida: «Get Me Out! Get Me Out!» ("Tiratemi fuori! Tiratemi fuori!") presumibilmente dall'auto in fiamme, un coro che sembra ripetere: «Paul is dead, Paul is dead», e una voce che grida velocemente: «I'm died!» ("Io sono morto!"), dopodiché si sentono delle urla, commenti su un chirurgo e un dentista che non avrebbero fatto bene il loro lavoro (sul sosia di Paul) e altre amenità del genere. Infine ci sono anche delle voci (probabilmente quelle di Lennon e Harrison) che dicono: «The watusi... The twist... Eldorado...» e che, se ascoltate al contrario, sembrano dire: «Paul is dead... since the... his suicide» ("Paul è morto... fin dal... suo suicidio").

### Parodia neI Simpson
Revolution 9 è stata parodiata nell'episodio Il quartetto vocale di Homer, della quinta stagione della serie televisiva I Simpson, dove i "Re Acuti" ("Be Sharps" in originale) ripercorrono più o meno la carriera dei Beatles. Barney Gumble (accompagnato dalla sua "nuova fidanzata", un'artista concettuale giapponese chiaramente ispirata a Yoko Ono), propone ai perplessi compagni di gruppo una sua nuova composizione costituita unicamente da una voce femminile che ripete "Number Eight" seguita da un rutto. La canzone si intitola Number 8.

## Cover
La band Weeds di Kurt Hoffman eseguì Revolution #9 nell'album del 1992 Live at the Knitting Factory: Downtown Does the Beatles (Knitting Factory Records). I Phish eseguirono l'intera Revolution 9 (insieme a tutte le altre canzoni del White Album) nel corso del loro concerto di Halloween del 1994, pubblicato nel 2002 sull'album Live Phish Volume 13. Il gruppo dance rock australiano Def FX incise una versione di Revolution 9 includendola nell'album Majick del 1996. Little Fyodor registrò una cover del brano nel 1987 e la pubblicò su CD single nel 2000. Gli Shazam incisero una cover di Revolution #9 inclusa come traccia finale del loro mini-album Rev9 pubblicato nel 2000. Nel 2008, l'ensemble di musica classica contemporanea Alarm Will Sound trascrisse una versione orchestrale di Revolution 9 da loro poi eseguita in tour. Anche il trio jazz The Neil Cowley Trio registrò Revolution 9 e Revolution per la rivista Mojo. Revolution 9 è inoltre stata d'ispirazione per il gruppo punk United Nations che intitolò il proprio album Resolution 9 e per Marilyn Manson che come B-side del singolo Get Your Gunn inserì la traccia Revelation #9.

## Altri brani sperimentali dei Beatles
Revolution 9 fu certamente il brano più avant garde della produzione beatlesiana. C'è un'altra registrazione, addirittura leggendaria, dello stesso tipo; è meno nota in quanto non è stata pubblicata su nessun album. Si tratta di Carnival of Light, di McCartney, registrata dai Beatles durante le sessioni di Sgt. Pepper's Lonely Hearts Club Band, il 5 gennaio 1967. Questa traccia, della durata di 13:48, fu anch'essa un miscuglio di rumori e suoni di vario tipo, soprattutto ticchettii di orologi. La canzone non è mai stata pubblicata né su album e non ha avuto diffusione neppure in forma di bootleg; si sa comunque che nel 1996 Harrison si è opposto alla sua inclusione nell'album Anthology 2.